# Monte Conero
Der Monte Conero (ˈkɔːnero, auch Monte d’Ancona) ist eine Landzunge an der Adria zwischen Portonovo und Sirolo. Der Conero ist 572 Meter hoch und die einzige Erhebung an der adriatischen Küste zwischen Venedig und dem Gargano.
Der Name stammt vom griechischen Komaròs für den Erdbeerbaum, der an den Hängen des Berges wächst. Zur Pflanzenwelt gehören außerdem Eichen, Steineichen, Aleppo-Kiefern und Mittelmeer-Zypressen.
Seit 1987 ist der Conero als Naturpark geschützt. Das Wildvorkommen umfasst Dachse, Steinmarder, Mauswiesel, Gelbbauchunken, Wanderfalken, Eisvögel und Fahlsegler.